# Річард Мур (дипломат)
Річард Петер Мур (англ. Richard Peter Moore ; 9 травня 1963) — англійський співробітник спецслужб, глава МІ-6 (з 2020). Раніше був послом Великої Британії в Туреччині (2014—2018) та генеральним директором з політичних питань у Міністерстві закордонних справ та міжнародного розвитку (2018—2020).

## Біографія
Річард Мур народився в Триполі, Королівство Лівія, 9 травня 1963 року.
Здобув ступінь бакалавра за спеціальністю «Філософія, політика та економіка» в оксфордському Вустер-коледжі. Потім він виграв стипендію Кеннеді для навчання в Школі управління Кеннеді Гарвардського університету. У 2007 році він закінчив Стенфордську програму для керівників.

## Кар'єра
Мур, який з дитинства цікавився міжнародними справами, оскільки жив у Лівії та Шрі-Ланці, після закінчення університету подав заяву на роботу журналістом у Всесвітню службу Бі-Бі-Сі, але не був обраний. Після цього він був завербований до МІ-6. У 1988—2005 роках перебував у закордонних відрядженнях у В'єтнамі, Туреччині, Пакистані, Ірані та Малайзії.
У 2005—2014 роках обіймав низку керівних посад у міністерстві закордонних справ Сполученого Королівства.
У 2014—2018 роках — посол Сполученого Королівства в Туреччині.
У жовтні 2020 року очолив МІ-6. 16 червня 2025 року Мур заявив, що Блейз Метревелі обійме посаду керівника МІ-6 з 1 жовтня 2025 року.